# Pouilly-sur-Saône
Pour les articles homonymes, voir Pouilly.
Pouilly-sur-Saône est une commune française située dans le canton de Brazey-en-Plaine du département de la Côte-d'Or, en région Bourgogne-Franche-Comté.

## Géographie

### Climat
Pour des articles plus généraux, voir Climat de la Bourgogne-Franche-Comté et Climat de la Côte-d'Or.
En 2010, le climat de la commune est de type climat océanique dégradé des plaines du Centre et du Nord, selon une étude du Centre national de la recherche scientifique s'appuyant sur une série de données couvrant la période 1971-2000. En 2020, Météo-France publie une typologie des climats de la France métropolitaine dans laquelle la commune est exposée à un climat semi-continental et est dans la région climatique  Bourgogne, vallée de la Saône, caractérisée par un bon ensoleillement (1 900 h/an), un été chaud (18,5 °C), un air sec au printemps et en été et des vents faibles. 
Pour la période 1971-2000, la température annuelle moyenne est de 10,9 °C, avec une amplitude thermique annuelle de 17,7 °C. Le cumul annuel moyen de précipitations est de 836 mm, avec 11,1 jours de précipitations en janvier et 7,5 jours en juillet. Pour la période 1991-2020, la température moyenne annuelle observée sur la station météorologique de Météo-France la plus proche, « Pagny-le-chateau », sur la commune de Chamblanc à 3 km à vol d'oiseau, est de 11,7 °C et le cumul annuel moyen de précipitations est de 802,0 mm,. Pour l'avenir, les paramètres climatiques de la commune estimés pour 2050 selon différents scénarios d'émission de gaz à effet de serre sont consultables sur un site dédié publié par Météo-France en novembre 2022.

## Urbanisme

### Typologie
Au 1er janvier 2024, Pouilly-sur-Saône est catégorisée commune rurale à habitat dispersé, selon la nouvelle grille communale de densité à 7 niveaux définie par l'Insee en 2022.
Elle est située hors unité urbaine. Par ailleurs la commune fait partie de l'aire d'attraction de Dijon, dont elle est une commune de la couronne,. Cette aire, qui regroupe 333 communes, est catégorisée dans les aires de 200 000 à moins de 700 000 habitants,.

### Occupation des sols
L'occupation des sols de la commune, telle qu'elle ressort de la base de données européenne d’occupation biophysique des sols Corine Land Cover (CLC), est marquée par l'importance des territoires agricoles (77 % en 2018), en diminution par rapport à 1990 (78,1 %). La répartition détaillée en 2018 est la suivante : terres arables (43,2 %), prairies (29 %), zones urbanisées (9,5 %), eaux continentales (5,5 %), zones agricoles hétérogènes (4,8 %), espaces verts artificialisés, non agricoles (4,5 %), mines, décharges et chantiers (3,3 %), forêts (0,2 %). L'évolution de l’occupation des sols de la commune et de ses infrastructures peut être observée sur les différentes représentations cartographiques du territoire : la carte de Cassini (XVIIIe siècle), la carte d'état-major (1820-1866) et les cartes ou photos aériennes de l'IGN pour la période actuelle (1950 à aujourd'hui).

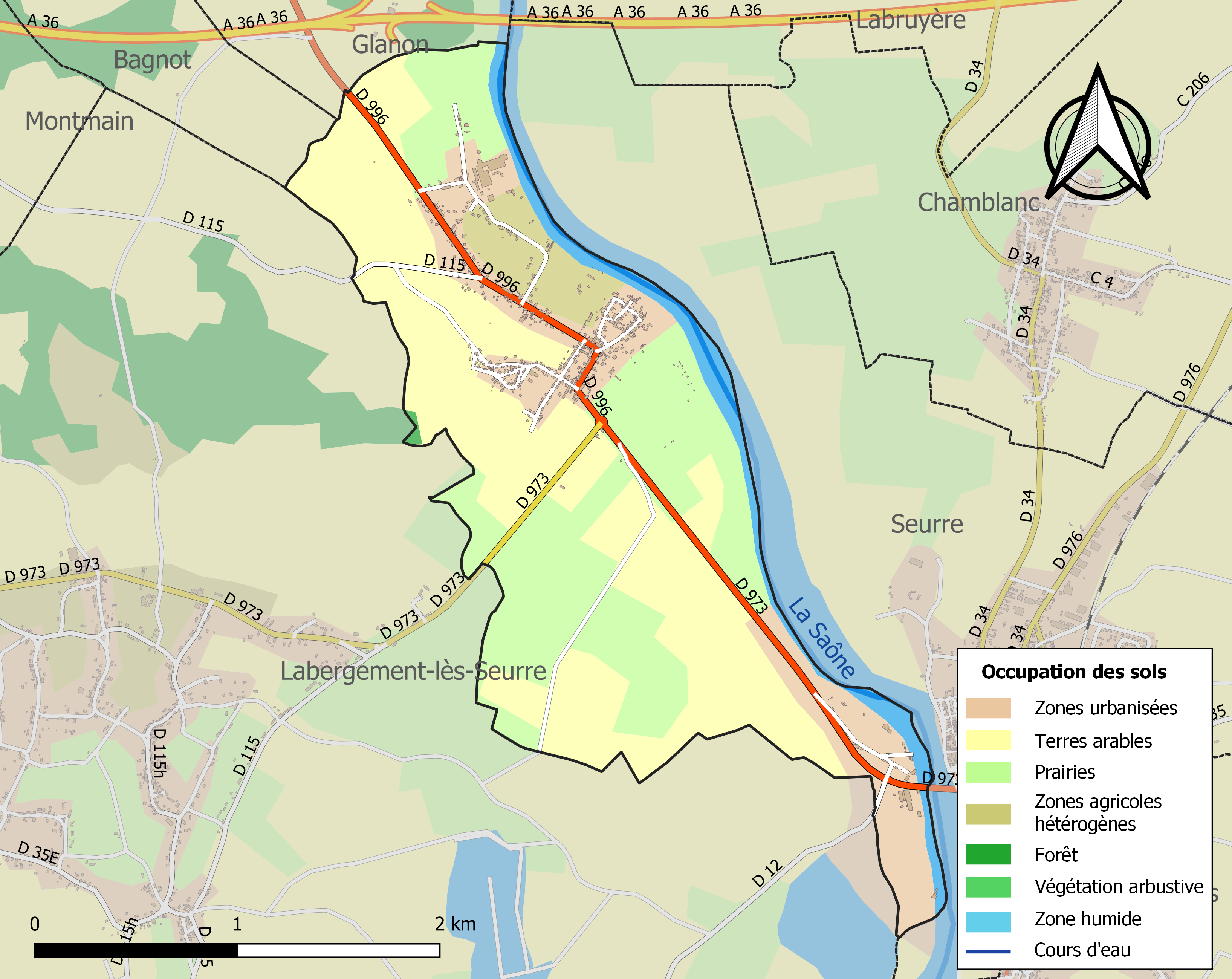
Carte des infrastructures et de l'occupation des sols de la commune en 2018 (CLC).

## Histoire
D'après Claude-Xavier Girault, Pouilly-sur-Saône est le lieu de la première bataille entre le Germain Arioviste et les Gaulois Héduens en 63 av. J. C.

## Politique et administration
| Période                                  | Période   | Identité              | Étiquette | Qualité      |
| ---------------------------------------- | --------- | --------------------- | --------- | ------------ |
| avant 1995                               | ?         | M. Michel Thomassin   | DVD       |              |
| mars 2001                                | mars 2014 | Mme Renée Bouvet      | -         | -            |
| mars 2014                                | en cours  | M. Sébastien Delacour | -         | Contremaître |
| Les données manquantes sont à compléter. |           |                       |           |              |

## Démographie
L'évolution du nombre d'habitants est connue à travers les recensements de la population effectués dans la commune depuis 1793. Pour les communes de moins de 10 000 habitants, une enquête de recensement portant sur toute la population est réalisée tous les cinq ans, les populations de référence des années intermédiaires étant quant à elles estimées par interpolation ou extrapolation. Pour la commune, le premier recensement exhaustif entrant dans le cadre du nouveau dispositif a été réalisé en 2006.

En 2022, la commune comptait 616 habitants, en évolution de −1,6 % par rapport à 2016 (Côte-d'Or : +0,82 %, France hors Mayotte : +2,11 %).
| 1793 | 1800 | 1806 | 1821 | 1831 | 1836 | 1841 | 1846 | 1851 |
| ---- | ---- | ---- | ---- | ---- | ---- | ---- | ---- | ---- |
| 345  | 372  | 381  | 547  | 649  | 709  | 822  | 829  | 875  |

| 1856 | 1861 | 1866 | 1872 | 1876 | 1881 | 1886 | 1891 | 1896 |
| ---- | ---- | ---- | ---- | ---- | ---- | ---- | ---- | ---- |
| 870  | 888  | 885  | 840  | 794  | 823  | 705  | 825  | 874  |

| 1901 | 1906 | 1911 | 1921 | 1926 | 1931 | 1936 | 1946 | 1954 |
| ---- | ---- | ---- | ---- | ---- | ---- | ---- | ---- | ---- |
| 945  | 825  | 842  | 705  | 830  | 900  | 640  | 632  | 748  |

| 1962 | 1968 | 1975 | 1982 | 1990 | 1999 | 2006 | 2011 | 2016 |
| ---- | ---- | ---- | ---- | ---- | ---- | ---- | ---- | ---- |
| 786  | 719  | 583  | 518  | 539  | 591  | 637  | 663  | 626  |

| 2021 | 2022 | - | - | - | - | - | - | - |
| ---- | ---- | - | - | - | - | - | - | - |
| 611  | 616  | - | - | - | - | - | - | - |

## Patrimoine
- Château de Pouilly-sur-Saône.

## Personnalités liées à la commune
- Eugène Michaud, né le 13 mars 1839 à Pouilly-sur-Saône et mort le 3 décembre 1917 à Berne, est un Docteur en théologie et un réformateur catholique.

## Héraldique
| Blason de Pouilly-sur-Saône | Blason  | De gueules à la fasce ondée abaissée d'argent, accompagnée d'une aigle d'or en chef, au chef parti au I d'azur semé de fleurs de lys d'or et à la bordure componée d'argent et de gueules, au II bandé d'or et d'azur de six pièces et à la bordure de gueules. |
| Blason de Pouilly-sur-Saône | Détails | Le statut officiel du blason reste à déterminer. |